# الجمعية الأمريكية للتغذية الوريدية والمعوية
الجمعية الأمریکیة للتغذیة الوریدیة والمعویة (ASPEN) هي منظمة مهنیة مقرها الولایات المتحدة الأمريكية. ویشمل أعضاؤها أخصائي التغذیة والممرضین والصیادلة والأطباء والعلماء المشارکین في تقدیم التغذیة السریریة للمرضی.
تأسست الجمعية الأمریکیة للتغذیة الوریدیة والمعویة في عام 1976. ولديها أكثر من 6,300 عضوا. وتتمثل مهمتها المعلنة في «تحسين رعاية المرضى من خلال تطویر العلوم وممارسة التغذیة السریریة والتمثیل الغذائي».
تدیر الجمعیة اجتماع سنوي هو «مؤتمر ASPEN للعلوم والممارسة الغذائية».
مراجع